# Joachim Joseph André Murat
Pour les articles homonymes, voir Joachim Murat (homonymie) et Murat.
Pour les autres membres de la famille, voir Maison Murat.
Joachim Joseph André, 3e comte Murat (12 décembre 1828 à Paris - 13 mars 1904 au château de Labastide-Murat), est un diplomate et homme politique français.

## Biographie
Fils de Gaëtan Murat et petit-fils de Claude François de Méneval, Joachim Joseph André Murat entre dans la diplomatie après la Révolution française de 1848. En 1849, il est attaché à la mission du comte Walewski à Florence et, de janvier à juillet 1852, reste chargé d'affaires par intérim dans la même ville. En 1853, il exerce les mêmes fonctions à Stockholm et, en 1856, accompagne Morny, nommé ambassadeur extraordinaire à Saint-Pétersbourg, à l'occasion du couronnement du tsar Alexandre II. Le comte Murat fait jouer à cette occasion devant la cour de Russie un proverbe de circonstance : À qui perd gagne, qui obtint beaucoup de succès. Il publia l'année suivante la relation des cérémonies auxquelles il avait assisté. 
Le 5 février 1854, il est élu député au Corps législatif dans la 1re circonscription du Lot. Secrétaire d'âge (qui dépouille le scrutin des élections sénatoriales) jusqu'en 1869, puis par l'élection jusqu'en 1863, il est successivement réélu jusqu'à la chute de l'Empire. Il siégea dans la majorité dévouée aux institutions impériales.

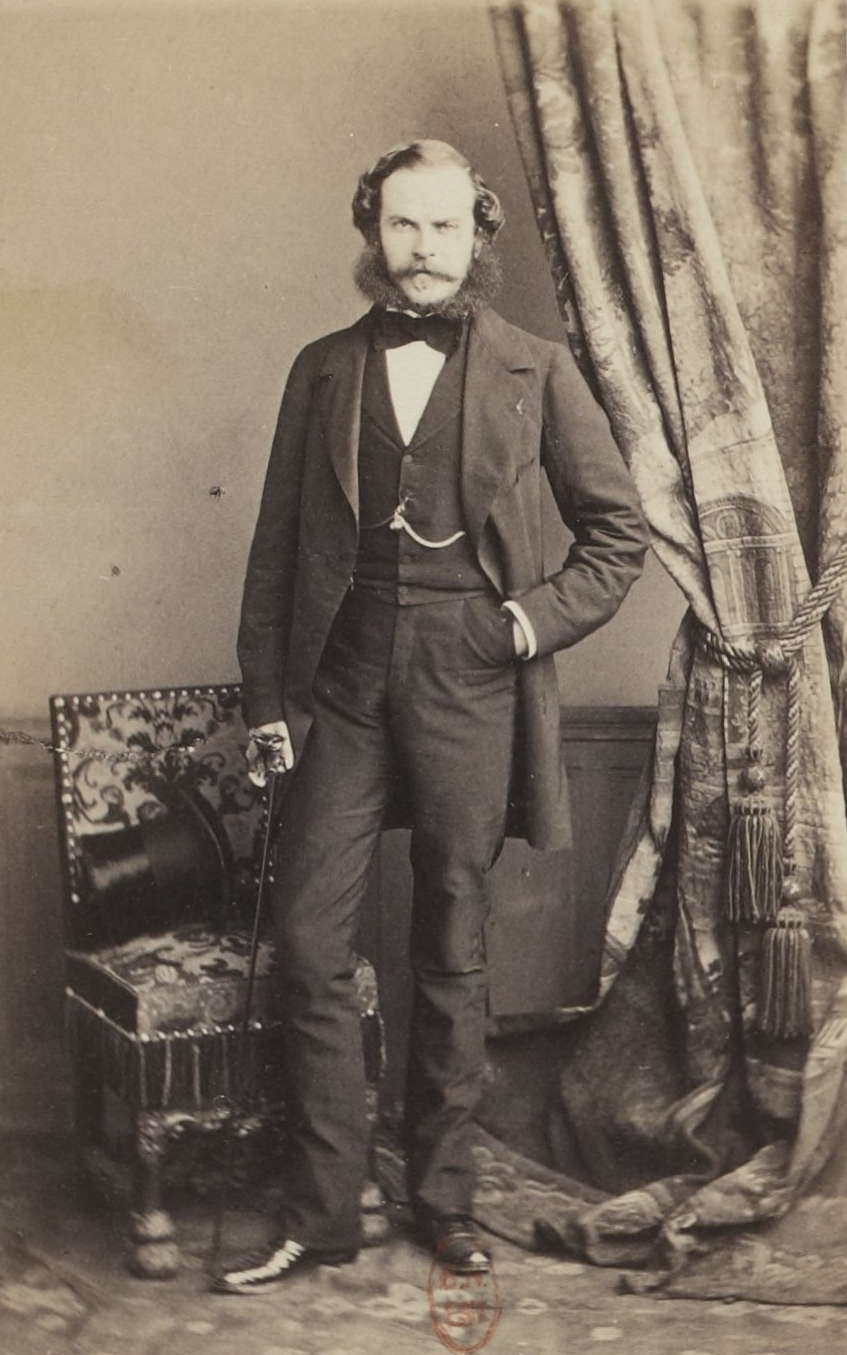
Joachim Joseph André Murat

Secrétaire et vice-président du conseil général du Lot, maire de Cahors (1853), puis de Labastide-Murat, le comte Murat épousa en secondes noces, en 1866, Marguerite Marie Georgina Barrot, fille d'Adolphe Barrot. 
Élu, le 8 février 1871, sans s'être porté candidat, représentant du Lot à l'Assemblée nationale, il prit place au groupe de l'Appel au peuple, fut l'un des cinq députés qui protestèrent à l'Assemblée de Bordeaux contre le vote de déchéance de Napoléon III, demanda et obtint le rétablissement de la statue de Napoléon Ier sur la colonne Vendôme et se prononça pour la paix, pour l'abrogation des lois d'exil, contre le pouvoir constituant, contre le service de 3 ans, pour la démission de Thiers, pour l'arrêté sur les enterrements civils, contre le ministère de Broglie, et contre les lois constitutionnelles. 
Réélu, le 20 février 1876, député de la 1re circonscription de Cahors, par 10 027 voix sur 12 600 votants, contre 2 461 à Thiers, il vota pour l'ordre du jour de confiance demandé par le ministère de Broglie, et vit son mandat renouvelé, après la dissolution de la Chambre, le 14 octobre 1877, puis le 21 août 1881. Il continua de siéger au groupe de l'Appel au peuple et de voter contre les ministères et la politique opportunistes. 
En 1878, il accompagne le prince impérial dans sa visite aux cours de Stockholm et de Copenhague, et il reste, jusqu'aux événements du Zoulouland, l'un de ses représentants officiels à Paris. 
Porté sur la liste conservatrice du Lot aux élections du 4 octobre 1885, il est élu député, le 1er sur 4. Il reprit sa place dans la droite bonapartiste et vota contre la politique scolaire et coloniale des ministères républicains. 
Héritier du château de Labastide-Murat, il fait restaurer les appartements et modifier la façade occidentale en y ajoutant un lanterneau au niveau des combles.
Il est officier de l'instruction publique et de la Légion d'honneur, commandeur de l'ordre de Saint-Joseph de Toscane et de l'ordre de Sainte-Anne de Russie, chevalier de l'ordre royal de l'Étoile polaire, etc.

### Vie familiale
Marié à Blanche-Alix Marion puis à Marguerite Barrot (fille d'Adolphe Barrot), il est le père de :
- Caroline (1858-1895), épouse du comte Laurent Camille de Gouvion Saint-Cyr, officier d'infanterie (fils de Laurent-François de Gouvion-Saint-Cyr)
- Joachim (1861-1899), officier d’artillerie, gendre de Marius Bianchi
- Clotilde (1868-1949), épouse de Paul Lebaudy
- Gaétan (1871-1873)
- Napoléone (1874-1957), épouse du baron Alfred Hervé-Gruyer, conseiller référendaire à la Cour des comptes, fondateur et président de la Société de protection des Alsaciens-Lorrains, propriétaire du Château de Dorlisheim[2]
- Georgina (1877-1962)

## Distinctions
- Officier de l'Instruction publique
- Officier de la Légion d'honneur
- Chevalier de l'ordre royal de l'Étoile polaire.

## Publications
- Le Couronnement de l'empereur Alexandre II, souvenirs de l'ambassade de France, 1883
- Murat, lieutenant de l'empereur en Espagne, 1808 : d'après sa correspondance inédite et des documents originaux, Paris, E. Plon, Nourrit et Cie, 1897 (Prix Thiers, 1898)

## Sources
- « Joachim Joseph André Murat », dans Adolphe Robert et Gaston Cougny, Dictionnaire des parlementaires français, Edgar Bourloton, 1889-1891 [détail de l’édition]